# Florian C. Reiter
Florian C. Reiter (* 30. September 1948 in Prien am Chiemsee) ist ein deutscher Sinologe. Er studierte in München und Taiwan und lehrt an der Humboldt-Universität zu Berlin.
Sein Themenschwerpunkt ist der chinesische Daoismus, zu dem er auch eine Einführung schrieb.

## Werke
- "Studie zu den 'Überlieferungen von mutmasslich Unsterblichen' (I-hsien chuan) aus dem taoistischen Kanon", Oriens, Band 29, 1986, S. 351–396.
- Grundelemente und Tendenzen des religiösen Taoismus: das Spannungsverhältnis von Integration und Individualität in seiner Geschichte zur Chin-, Yüan- und frühen Ming-Zeit. Stuttgart: Steiner-Verl. Wiesbaden, 1988
- Der Perlenbeutel aus den drei Höhlen: Arbeitsmaterialien zum Taoismus der frühen T'ang Zeit. Wiesbaden: Harrassowitz, 1990
- Leben und Wirken Lao-Tzu's in Schrift und Bild. Würzburg: Königshausen & Neumann, 1990
- "Some Remarks on the Chinese Word t'u 'Chart, Plan, Design'", Oriens, Band 32, 1990, S. 308–327.
- Kategorien und Realien im Shang-ch'ing Taoismus: (Shang-ch'ing tao lei-shih hsiang); Arbeitsmaterialien zum Taoismus der frühen T'ang Zeit. Wiesbaden: Harrassowitz, 1992
- "Conditions, Ways and Means of Healing in the Perspective of the Chinese Taoist", Oriens, Band 33, 1992, S. 348–362.
- Der Tempelberg Ch'i-ch'ü in der Provinz Szechwan, im China der Gegenwart. Würzburg: Königshausen & Neumann, 1993
- Lao-tzu zur Einführung. 1. Aufl. - Hamburg: Junius, 1994
- "How Wang Ch'ung-yang (1112–1170) the Founder of Ch'üan-chen Taoism Achieved Enlightenment", Oriens, Band 34, 1994, S. 497–508.
- "Some Considerations about the Reception of the 'Tao-te ching' in Germany and China", Oriens, Band 35, 1996, S. 281–297.
- The aspirations and standards of Taoist priests in the early T'ang Period. Wiesbaden: Harrassowitz, 1998
- Taoismus zur Einführung. Hamburg: Junius, 2000
- Religionen in China: Geschichte, Alltag, Kultur. München: Beck, 2002
- (Hg.) Scriptures, schools and forms of practice in Daoism: a Berlin Symposium [in march 2001]. Wiesbaden: Harrassowitz, 2005
- Das Reich der Mitte - in Mitte: Studien Berliner Sinologen. Wiesbaden: Harrassowitz, 2006
- Laozi interkulturell gelesen (IKB Band 122), Verlag Traugott Bautz, Nordhausen 2007, ISBN 978-3-88309-248-5.